# 亮叶石杉
亮叶石杉（学名：Huperzia lucidula）为石杉科石杉属下的一个种。

## 扩展阅读
- 維基物種上的相關：亮叶石杉